# Championnat d'Espagne féminin de basket-ball
La Liga española de baloncesto femenino ou simplement Liga Femenina est la 1re division du championnat d’Espagne féminin de basket-ball.
Cette compétition, placée sous l’égide de la fédération espagnole (contrairement à la Liga ACB) se dispute depuis 1964.

## Palmarès
- 1964 : CREFF Madrid
- 1965 : CREFF Madrid
- 1966 : Medina A Coruña
- 1967 : CREFF Madrid
- 1968 : CREFF Madrid
- 1969 : CREFF Madrid
- 1970 : CREFF Madrid
- 1971 : CREFF-Ignis Madrid
- 1972 : CE Mataró-Ignis
- 1973 : CE Mataró-Ignis
- 1974 : CE Mataró-Ignis
- 1975 : PICEFF Barcelona
- 1976 : Picadero JC
- 1977 : Celta Vigo
- 1978 : Picadero JC
- 1979 : Celta Vigo
- 1980 : Picadero JC
- 1981 : Club Comansi Barcelona
- 1982 : Celta Vigo
- 1983 : Club Comansi Barcelona
- 1984 : Real Canoe Madrid
- 1985 : Real Canoe Madrid
- 1986 : Real Canoe Madrid
- 1987 : CB Tortosa-Sabor d'Abans
- 1988 : CB Tortosa-Raventós Catasús
- 1989 : CB Tortosa-Caixa Tarragona
- 1990 : CB Masnou-Microbank
- 1991 : CB Godella Valence
- 1992 : CB Godella Valence
- 1993 : CB Godella Valence
- 1994 : CB Godella Valence
- 1995 : CB Godella Valence
- 1996 : CB Godella Valence
- 1997 : Pool Getafe
- 1998 : Pool Getafe
- 1999 : Celta Vigo
- 2000 : Celta Vigo
- 2001 : Ros Casares Valence
- 2002 : Ros Casares Valence
- 2003 : UB-FC Barcelone
- 2004 : Ros Casares Valence
- 2005 : UB-FC Barcelone
- 2006 : Perfumerias Avenida Salamanque
- 2007 : Ros Casares Valence
- 2008 : Ros Casares Valence
- 2009 : Ros Casares Valence
- 2010 : Ros Casares Valence
- 2011 : Perfumerias Avenida Salamanque
- 2012 : Ros Casares Valence
- 2013 : Perfumerias Avenida Salamanque
- 2014 : Rivas Ecópolis
- 2015 : Uni Gérone CB[1].
- 2016 : Perfumerias Avenida Salamanque
- 2017 : Perfumerias Avenida Salamanque[2]
- 2018 : Perfumerias Avenida Salamanque
- 2019 : Uni Gérone CB
- 2020 : Compétition annulée en raison de la pandémie de Covid-19
- 2021 : Perfumerias Avenida Salamanque
- 2022 : Perfumerias Avenida Salamanque
- 2023 : Valence BC
- 2024 : Valence BC

## Saison 2013-2014
Hondarribia-Irún et UNB Obenasa renonçant à se maintenir pour des raisons financières, Mann Filter Stadium Casablanca, Bizkaia GDKO et Gipuzkoa UPV les remplacent pour une compétition à 12 clubs en 2013-2014. La saison 2013-2014 oppose seulement douze équipes :
1. Perfumerias Avenida Salamanque 40 points
2. Rivas Ecópolis 39 points
3. Gran Canaria 2014  35 points
4. Embutidos Pajariel Bembibre PDM  34 points
5. Uni Gérone CB  33 points
6. Ciudad de Burgos  33 points
7. Cadi ICG Software  32 points
8. Gipuzkoa UPV (Universidad del Pais Vasco) 32 points
9. Club Baloncesto Conquero  31 points
10. Mann-Filter Stadium Casablanca  31 points
11. CD. Zamarat  28 points
12. Bizkaia GDKO (CB Ibaizabal) 28 points

En quarts de finale des playoffs Girona affronte Obenasa et Cadi ICG Software fait face à Burgos, les deux équipes arrivées en tête de la saison régulière Rivas Ecópolis et Salamanque étant qualifiées d'office pour les demi-finales. Salamanque vient à bout de Bembibre 92 à 54 dans la troisième rencontre, alors que Rivas Ecópolis l'emporte également 2 victoires à 1 face à Gran Canaria (72 à 52 pour la dernière rencontre). Rivas Ecópolis l'emporte avec deux victoires face à Salamanque, les 16 points et 10 rebonds de Laura Nicholls lors de la dernière rencontre faisant d'elle la MVP des finales. 

## Saison 2014-2015
Le dernier qualifié de la saison, Bizkaia GDKO, est remplacé par Gernika Bizkaia, champion de la Liga Femenina 2. Avec le forfait de Ciudad de Burgos, les 10 autres clubs participant à la précédente saison sont maintenus et rejoints par trois promus : Campus Promete, CB Al-Qazeres and Universitario Ferrol. La division compte 14 équipes pour la première fois depuis la saison 2011-2012.

## Saison 2015-2016
Après une année financièrement précaire, Rivas Ecópolis est relégué administrativement en seconde division pour 2015-2016. Les 14 équipes en lice sont : CB Conquero, Mann Filter, Gran Canaria 2014, Embutidos Pajariel Bembibre, Perfumerias Avenida Salamanque, Zamarat, Spar Citylift Girona, Cadi la Seu, Star Center-Uni Ferrol, Cref ¡Hola! (Madrid), IDK Gipuzkoa, Gernika Bizkaia, Campus Promete, Iraurgi Azkoitia.